# Eratosthenian
Eratosthenian[kilde mangler]-perioden i Månens historie strækker sig fra for 3.200 millioner år siden til for 1.100 millioner år siden. Den er opkaldt efter krateret Eratosthenes, hvis dannelse markerer denne periodes begyndelse. Dannelsen af Copernicuskrateret markerer periodens slutning og begyndelsen af den følgende Copernician-periode. Den massive basaltiske vulkanisme i det foregående tidsrum, Øvre Imbrian, aftog gradvist og ophørte efterhånden i denne lange tidsperiode. De yngste lavastrømme på Månen, som er konstateret på billeder taget fra rumsonder, formodes foreløbig at være sket nær periodens slutning.
I Jordens geologiske historie svarer perioden til det meste af Neoarkæikum-æraen (i arkæikum-æonen) samt Palæoproterozioikum- og Mesoproterozoikum-æraerne (i Proterozoikum-æonen).